# Ангерран I де Понтье
Ангерран I (фр. Enguerrand I de Ponthieu; умер около 1045) — граф Понтье.

## Биография
Сын Гуго д'Абвиля и Жизелы, дочери короля Гуго Капета.
Унаследовал от отца город Абвиль, фогтство над монастырём Форестмонтье и права, которые давал титул advocatus аббатства Сен-Рикье.
Согласно хронике аббатства Сен-Рикье, Ангерран I в 1033 году в ходе междоусобицы убил графа Балдуина II Булонского, после чего женился на его вдове Аделаиде Фризской. Чтобы иметь одинаковый статус с супругой, принял титул графа (однако с этим титулом упоминается уже в справке 1026 года).
В 1031 или 1032 году отразил вторжение в свои владения трёхтысячного отряда норманнов под предводительством графа Гилберта де Брионна. С герцогом Нормандии Робертом Дьяволом Ангерран де Понтье поддерживал хорошие отношения.

## Семья
Ангерран I был женат дважды. От первой жены, имя которой не известно, у него было трое сыновей:
- Гуго II — граф Понтье и Монтрёйля, участник битвы при Гастингсе.
- Гвидо (ум. 1074), епископ Амьена
- Фулько (ум. после 1059) — аббат Сен-Рикье и Форестмонтье

Вторая жена — вышеупомянутая Аделаида Фризская (ум. в 1045) из рода Герульфингов, дочь графа Западной Фризии Арнульфа Голландского и Луитгарды Люксембургской.